# Дикі тварини
Дикі тварини (англ. Wildlife) є об'єктами тваринного світу.
До диких тварин належать тварини, природним середовищем існування яких є дика природа, які:
- перебувають у стані природної волі,
- утримуються у напів вільних умовах;
- не утримуються в неволі.[1]

До таких тварин належать: хордові, в тому числі хребетні (ссавці, птахи, плазуни, земноводні, риби та інші) і безхребетні (членистоногі, молюски, голкошкірі та інші) в усьому їх видовому і популяційному різноманітті на всіх стадіях розвитку (ембріони, яйця, лялечки тощо).